# Inmigración argentina en España

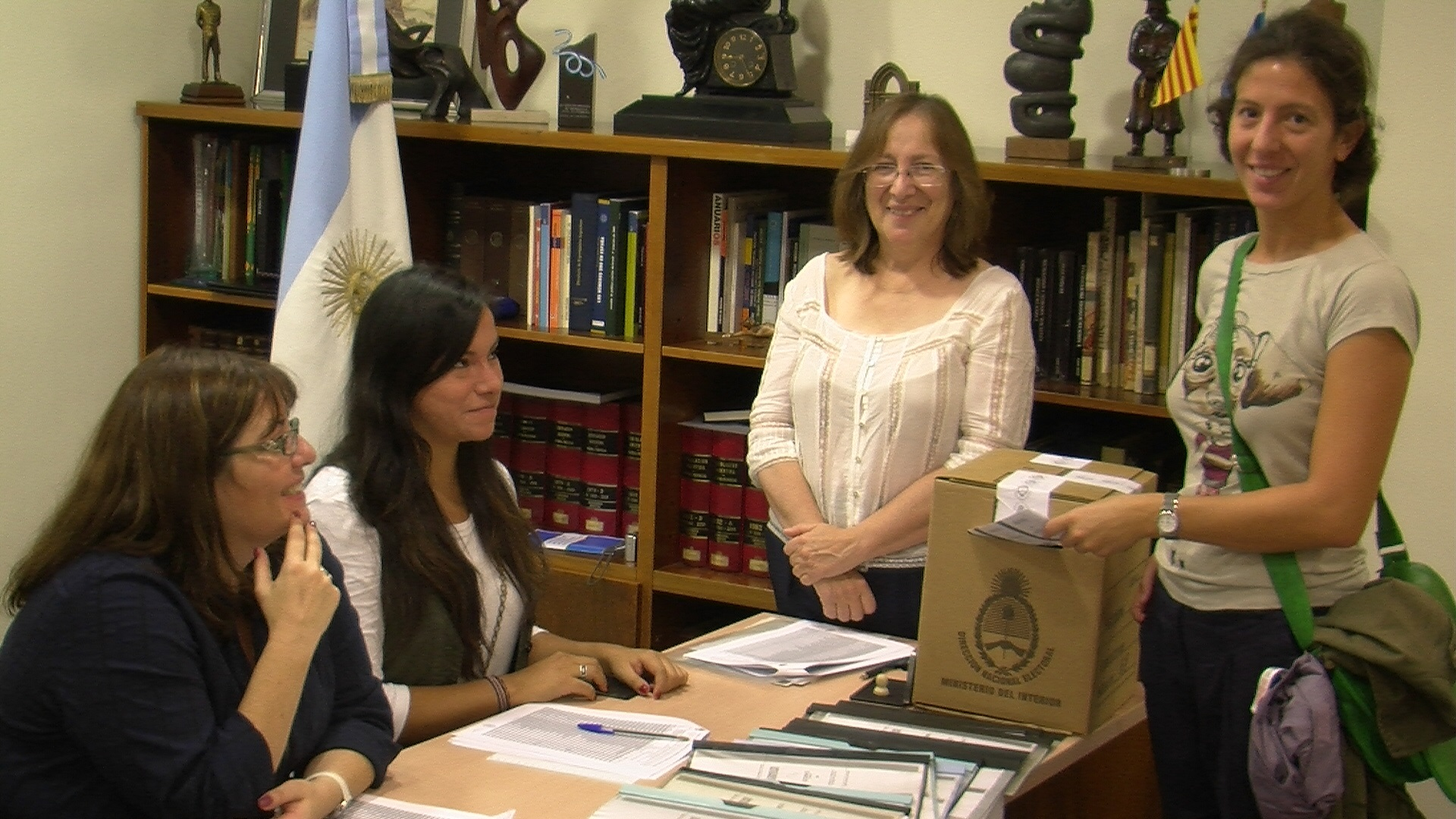
Elecciones argentinas de 2011 en el consulado de Barcelona.

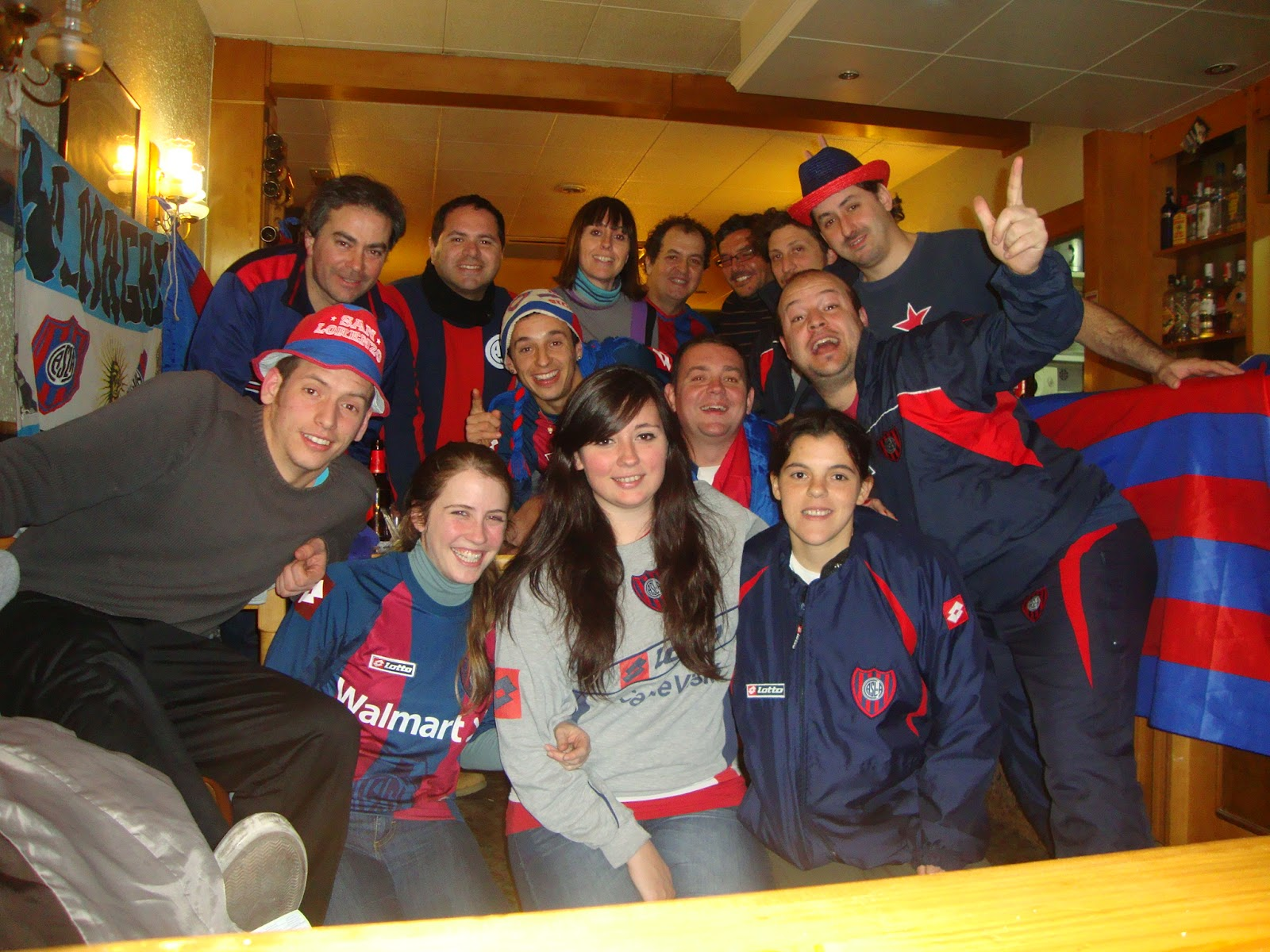
Simpatizantes del Club Atlético San Lorenzo de Almagro de Barcelona.

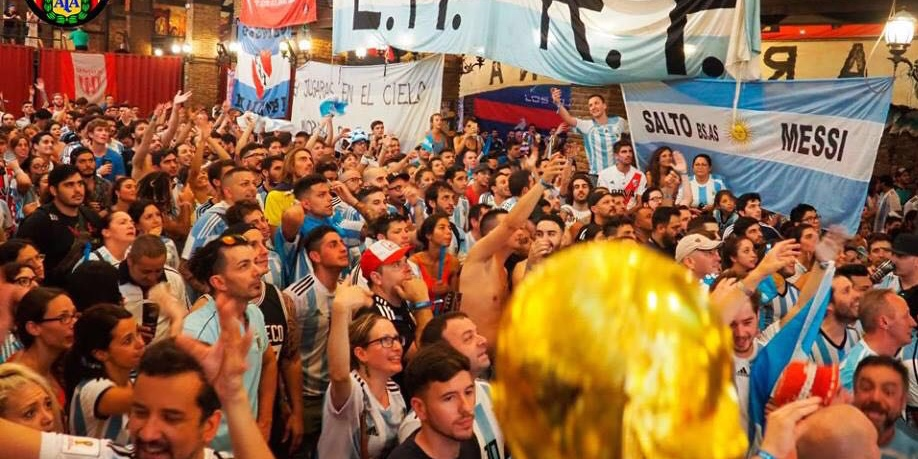
Filial Argentina en Barcelona, partido del mundial, Argentina vs Islandia, Barcelona, Ovella Negra.

La comunidad argentina en España es la congregación más grande de argentinos residentes en el exterior.
Los argentinos tuvieron distintas etapas de emigración al extranjero, siendo España su destino más elegido entre el último cuarto del siglo XX y la primera década del presente siglo XXI.

## Desarrollo
Desde finales de la década de 1990 y por un período de casi 10 años España recibió la mayor cantidad de inmigrantes argentinos de su historia.
Se desconoce el número exacto de españoles hijos de inmigrantes argentinos pero se estima en varios miles.
El intercambio inmigratorio entre España e Hispanoamérica desde los tiempos de las colonias españolas en América hasta la actualidad nunca se ha detenido.
Debido a esto, no sólo por razones de idioma sino también de afinidad cultural y lazos históricos o familiares, los argentinos, como muchos otros hispanoamericanos, eligen España entre sus principales destinos a la hora de radicarse fuera de su tierra como a lo largo de los siglos los españoles han elegido América Latina para emigrar, fundamentalmente durante los siglos XIX y XX, e incluso tras la crisis económica europea de 2009 cientos de miles de españoles eligieron, entre otros destinos, Argentina, Brasil, Chile, México o Uruguay.

## Historia

### Oleadas (años 1970-2008)

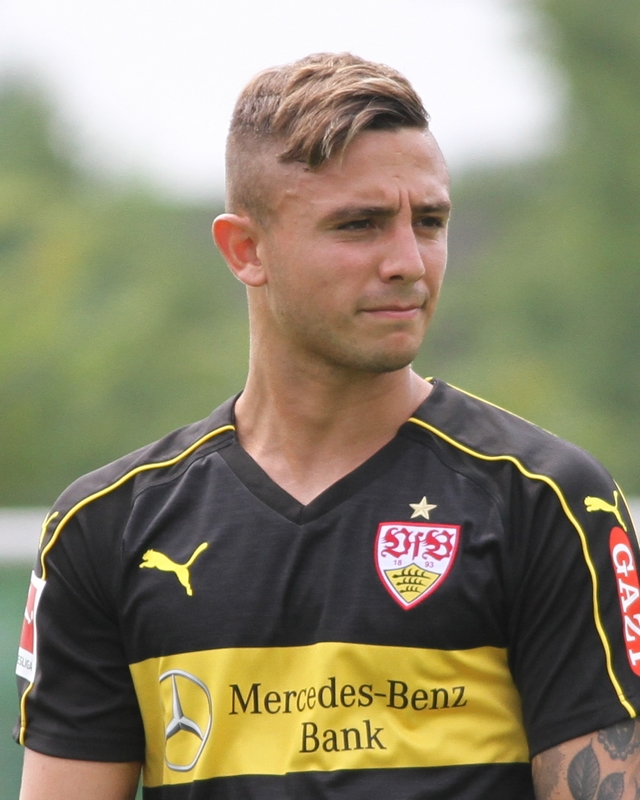
Pablo Maffeo, futbolista español hijo de madre argentina nacido en 1997.

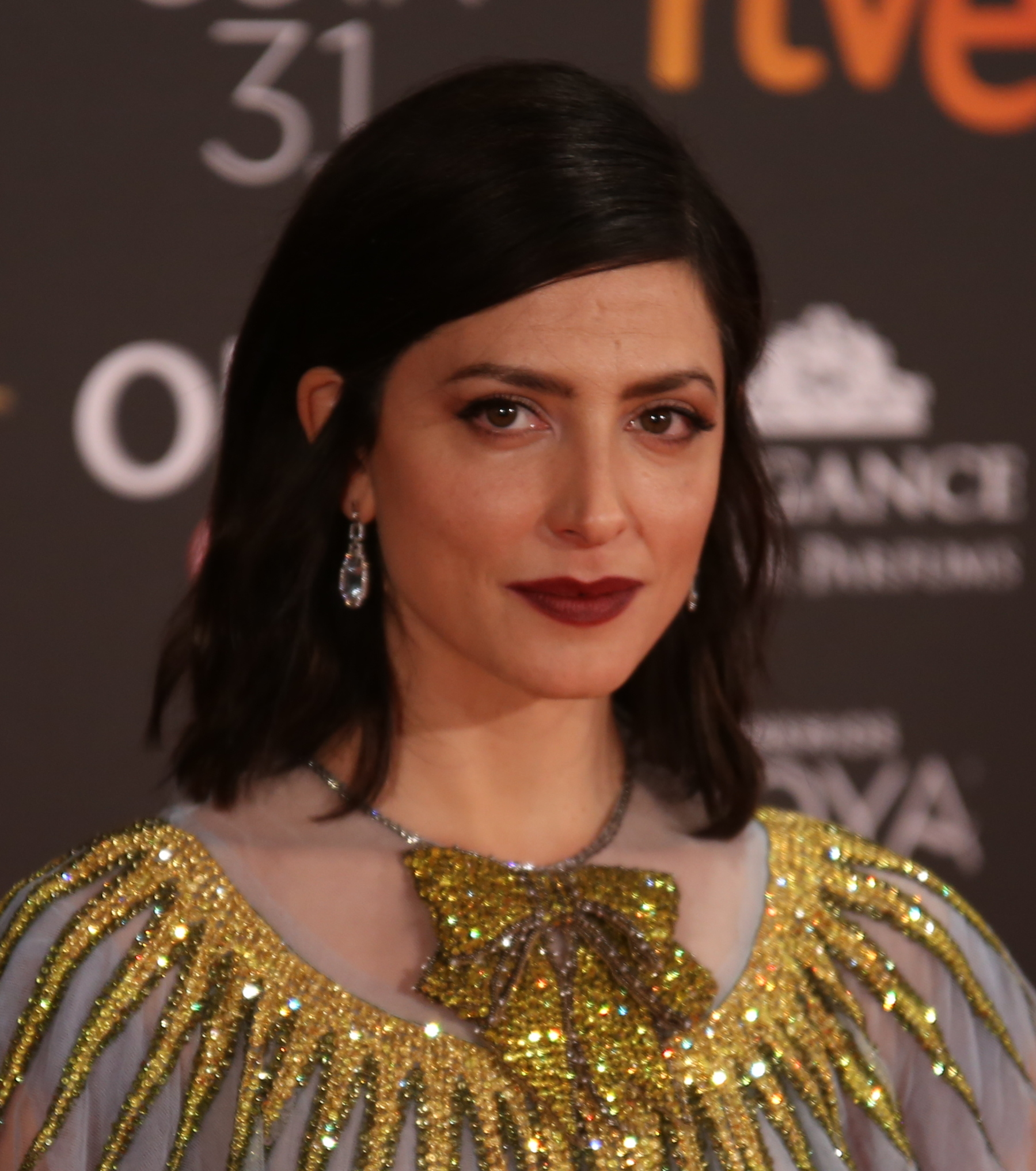
Bárbara Lennie, actriz española hija de argentinos.

Las primeras oleadas de argentinos que llegaron a España lo hicieron durante la década de 1970, escapando de la dictadura militar. Otra ola llegó con la crisis argentina de 1989. No obstante, en años recientes comenzaron a hacerlo, cada vez más, buscando nuevas oportunidades económicas. Según el censo del año 2001, había 6.647 argentinos residiendo en España, pero incrementó a 36.000 ciudadanos provenientes de este país sudamericano que residen principalmente en grandes centros urbanos y rurales de la geografía española.
Como consecuencia de la crisis económica argentina de 1998 se incrementó la cantidad de inmigrantes argentinos hasta alcanzar una cifra de aprox. 150.000. En la crisis de 2001 se difundió en los medios de comunicación argentinos la imagen de ciudadanos haciendo fila en la embajada española en Buenos Aires, con el fin de regularizar su situación para poder emigrar. Según la Encuesta Nacional de Inmigrantes, el 89,2 % de los argentinos emigrados a España lo hizo con su grupo familiar y el 61,2 % con hijos menores de quince años.

### Retorno (2008-2016)
Tras el inicio de la crisis económica española de 2008, el número de argentinos residentes se redujo. Algunos de ellos han regresado a su país de origen o han emigrado a terceros países, incluyendo otros países europeos, americanos, Australia e Israel. Uno de los principales motivos es la imposibilidad de alcanzar el estatus social y el mismo nivel de vida que se tenía en Argentina durante la crisis; como así también la falta de empleo.
Hacia enero de 2013 habitaban en España 270.419 personas nacidas en Argentina (incluyendo ciudadanos españoles). Esto significó un descenso en comparación con los 295.401 habitantes registrados en 2008. Hacia 2010 se estiamaban unos 83.803 ciudadanos argentinos en España. El Instituto Nacional de Estadística de España (INE) informó de 105.219 argentinos en 2011, cayendo a poco más de 75.000 para 2015 y poco más de 71.000 habitantes para 2016. De los retornados, se encuentran tanto adultos mayores como jóvenes. En algunos casos solo han retornado algunos miembros de la familia, causando el fenómeno denominado «familias transnacionales», comunes en otras inmigraciones latinoamericanas.
Científicos argentinos emigrados regresaron a la Argentina durante la década de 2000 en adelante gracias al Plan Raíces promovido por el gobierno argentino, para favorecer el regreso de investigadores y científicos expatriados. El 32 % de los retornados de Europa provenía de España. Sin embargo, a partir del año 2016, se vuelve a observar un ligero repunte en la inmigración de argentinos a España.

### Actualidad (2021-presente)

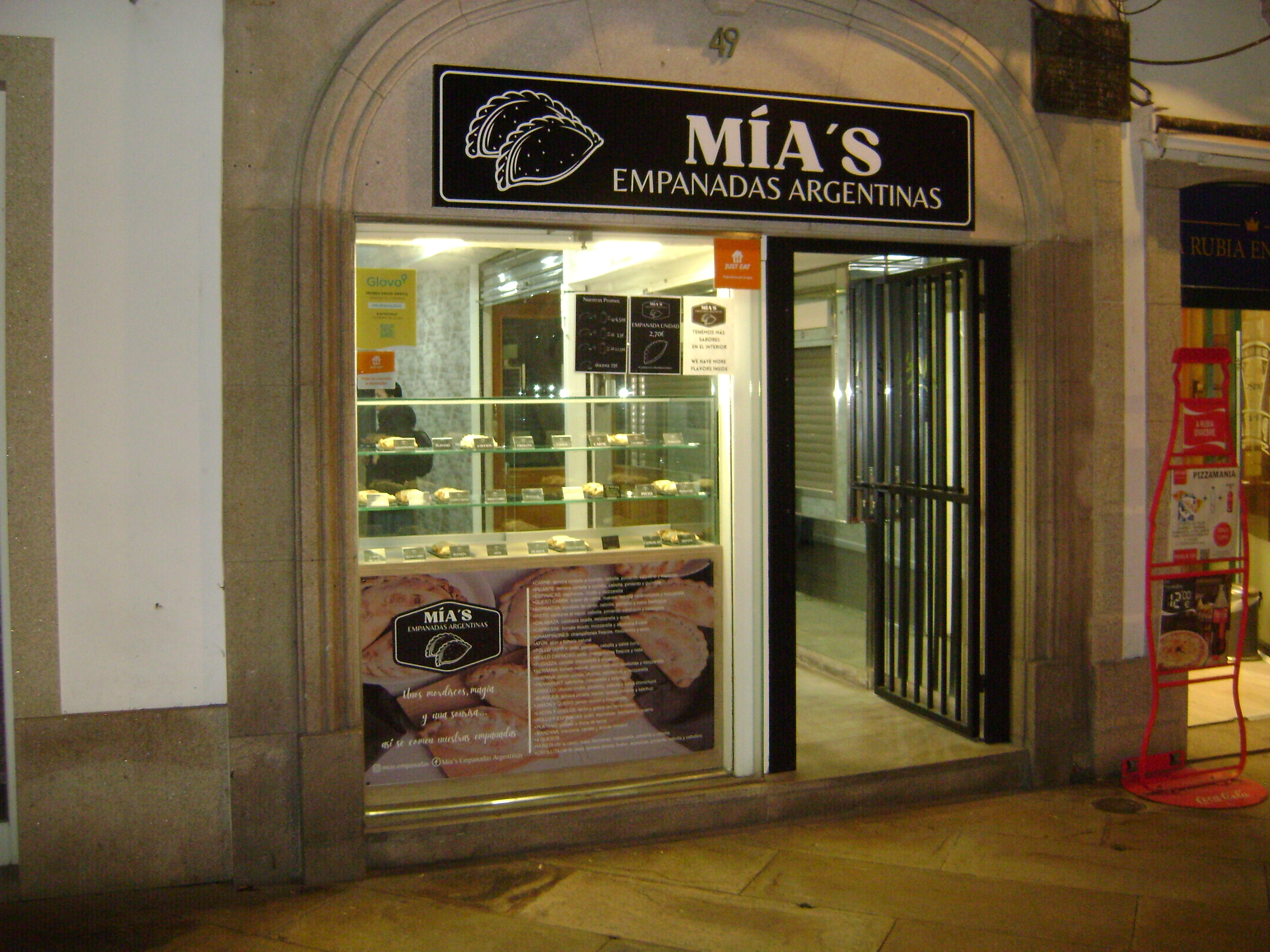
Local de empanadas argentinas en La Coruña, Galicia.

En el año 2021, había en España 301 630 personas que nacieron en Argentina, siendo esta la 3.ª comunidad más grande dentro del colectivo latinoamericano y la 6.ª a nivel global.Los más jóvenes deciden emigrar hacia Europa, siendo Barcelona, Madrid, Málaga, Islas Baleares, Alicante y Valencia, por este orden, las zonas favoritas para establecerse en España y las que poseen mayores comunidades de ciudadanos argentinos. El constante intercambio migratorio entre Argentina y España tiene fundamento en la afinidad mutua y los lazos históricos, culturales, lingüísticos y económicos que unen a los dos países.

## Evolución del empadronamiento
| Gráfica de evolución de Inmigración argentina en España entre 1998 y 2023 |
|                                                                           |
| Datos del INE a 1 de enero de cada año.                                   |

## Mapa de asentamientos
A continuación se detallan los principales asentamientos por provincias con fecha de 1 de enero de 2023:

## Percepción de la inmigración argentina en España
Los inmigrantes argentinos gozan de una percepción favorable entre los españoles, de acuerdo con estudios. Sus atributos más valorados son, principalmente, su alto nivel educativo, la disposición para el trabajo y su facilidad para integrarse con los locales y construir amistades. Esta percepción positiva, asimismo, se fundamenta en la ascendencia predominantemente mediterránea de los argentinos, mayoritariamente española e italiana dentro de la composición mestiza del país como es común en Hispanoamérica, y su situación legal (muchos se han acogido a la doble ciudadanía por criterio ius sanguinis, sobre todo los hijos directos de españoles que son los principales beneficiarios de dicho modelo como también gozan de la ciudadanía argentina muchos españoles hijos de estos por medio del mismo modelo ius sanguinis existente en el país sudamericano). En el caso de los argentinos descendientes de españoles (que son mayoría en algún grado), los vínculos familiares con españoles y la consecuente información brindada por ellos resultaron favorables para reducir la incertidumbre al momento de asentarse en España.
Asimismo, se indica que los inmigrantes argentinos tienden a identificarse con la sociedad española que los acoge y comparten sus valores. Encuestas a inmigrantes argentinos señalan su rechazo por establecerse en guetos (aislamiento y convivencia exclusivamente con sus compatriotas) y la predisposición a integrarse con los locales. Esto se ve acentuado fundamentalmente en los argentinos que provienen de las grandes ciudades y capitales del país, como Buenos Aires, Córdoba, Mendoza, Rosario, San Miguel de Tucumán, entre otras donde la población es abierta a relacionarse con las personas más allá de las culturas.
Aunque los inmigrantes argentinos reciban una acogida favorable por parte de los españoles, existen casos aislados de discriminación, al igual que ocurre con otros inmigrantes. Como consecuencia del desempleo crónico que afecta a la economía española, la inmigración también se ve afectada por la falta de empleo y la precariedad laboral. El periódico argentino Clarín señaló el caso de tres personas que emigraron para delinquir. No obstante, las estadísticas de 2017 señalan que el porcentaje de reclusos argentinos sigue siendo muy inferior comparado con los de otras nacionalidades.
Algo que también une a Argentina y España, pero a la vez rivaliza, es la gran pasión por el fútbol. En España existen numerosas peñas futbolísticas de hinchas argentinos, que desde la distancia siguen y alientan a sus equipos. La Peña Xeneize Boca Barcelona y La 12 representan el sentimiento porteño. La Filial River Plate Barcelona, el de los millonarios. También hay peñas de equipos históricos como Independiente (Peña Roja Barcelona), San Lorenzo de Almagro (Cuervos de Barcelona), Racing de Avellaneda (Sub Filial Barcelona Racing Catalunya), Rosario Central (Rosario Central Catalunya), Huracán (Peña Huracán Barcelona), Belgrano (Peña de Belgrano en Barcelona), Lanús (Peña Granate Barcelona) o Newell's Old Boys (Peña NOB Barcelona).